# Lista laureaților Premiului Wolf pentru agricultură
Premiul Wolf pentru agricultură, conform originalului, [The] Wolf Prize in Agriculture este conferit o dată pe an de către Fundația Wolf (Wolf Foundation). Acest premiu este unul din cele șase Premii Wolf acordate de către fundație începând cu 1978. 
Celelalte Premii Wolf stabilite de către fundație sunt acordate pentru arte, chimie, fizică, matematică și medicină. 
Premiul Wolf pentru agricultură este câteodată considerat un fel de echivalent al Premiului Nobel pentru agricultură, conform, "Nobel Prize in Agriculture".

## Laureați[2]
| An     | Nume                                            | Naționalitate                                                         | Motivul acordării premiului |
| ------ | ----------------------------------------------- | --------------------------------------------------------------------- | --- |
| 1978   | George F. Sprague                               | Statele Unite ale Americii                                            | pentru cercetarile sale remarcabile pe ameliorarea genetică a porumbului pentru bunăstarea umană.                                                                             |
| 1978   | John C. Walker                                  | Statele Unite ale Americii                                            | pentru cercetarile sale in patologia plantelor, dezvoltarea de soiuri rezistente la boli ale plantelor alimentare majore.                                                     |
| 1979   | Jay L. Lush                                     | Statele Unite ale Americii                                            | |
| 1979   | Kenneth Blaxter                                 | Regatul Unit                                                          | |
| 1980   | Karl Maramorosch                                | Polonia / Statele Unite ale Americii                                  | |
| 1981   | John O. Almquist                                | Statele Unite ale Americii                                            | |
| 1981   | Henry A. Lardy                                  | Statele Unite ale Americii                                            | |
| 1981   | Glenn W. Salisbury                              | Statele Unite ale Americii                                            | |
| 1982   | Wendell L. Roelofs                              | Statele Unite ale Americii                                            | |
| 1983/4 | Don Kirkham Cornelis T. de Wit                  | Statele Unite ale Americii Țările de Jos                              | |
| 1984/5 | Robert H. Burris                                | Statele Unite ale Americii                                            | |
| 1986   | Ralph Riley Ernest R. Sears                     | Regatul Unit Statele Unite ale Americii                               | |
| 1987   | Theodor O. Diener                               | Statele Unite ale Americii                                            | |
| 1988   | Charles Thibault Ernest John Christopher Polge  | Franța; Regatul Unit                                                  | |
| 1989   | Peter M. Biggs Michael Elliott                  | Regatul Unit                                                          | " ... pentru remarcabile contribuții la bazele științifice și traducerea plină de succes în practică a acestora în domeniile sănății aniumalelor și a protecției recoltelor." |
| 1990   | Jozef Stefaan Schell                            | Belgia                                                                | |
| 1991   | Shang Fa Yang                                   | Taiwan / Statele Unite ale Americii                                   | |
| 1992   | No award                                        |                                                                       | |
| 1993   | John E. Casida                                  | Statele Unite ale Americii                                            | |
| 1994/5 | Carl B. Huffaker Perry L. Adkisson              | Statele Unite ale Americii                                            | |
| 1995/6 | Morris Schnitzer Frank J. Stevenson             | Canada Statele Unite ale Americii                                     | |
| 1996/7 | Neal L. First                                   | Statele Unite ale Americii                                            | |
| 1998   | Ilan Chet Baldur R. Stefansson                  | Israel Canada                                                         | |
| 1999   | No award                                        |                                                                       | |
| 2000   | Gurdev S. Khush                                 | India                                                                 | |
| 2001   | Roger N. Beachy James E. Womack                 | Statele Unite ale Americii                                            | |
| 2002/3 | R. Michael Roberts Fuller W. Bazer              | Regatul Unit / Statele Unite ale Americii; Statele Unite ale Americii | |
| 2004   | Yuan Longping Steven D. Tanksley                | China Statele Unite ale Americii                                      | |
| 2005   | No award                                        |                                                                       | |
| 2006/7 | Ronald L. Phillips Michel A. J. Georges         | Statele Unite ale Americii · Belgia                                   | |
| 2008   | John A. Pickett James H. Tumlinson W. Joe Lewis | Regatul Unit Statele Unite ale Americii                               | |
| 2010   | David Baulcombe                                 | Regatul Unit                                                          | |
| 2011   | Harris A. Lewin James R. Cook                   | Statele Unite ale Americii                                            | |
| 2013   | Jared M. Diamond Joachim Messing                | Statele Unite ale Americii                                            | |
| 2014   | Jorge Dubcovsky Leif Andersson                  | Statele Unite ale Americii Suedia                                     | |